# Parvisedum
Parvisedum es un género con cuatro especies de plantas con flores perteneciente a la familia Crassulaceae. 

## Especies seleccionadas
- Parvisedum congdonii
- Parvisedum leiocarpum
- Parvisedum pentandrum
- Parvisedum pumilum

- Datos: Q5397346